# AMK Ranch
Pour les articles homonymes, voir AMK.
L'AMK Ranch est un ancien ranch du comté de Teton, dans le Wyoming, aux États-Unis. Protégé au sein du parc national de Grand Teton, il forme un district historique inscrit au Registre national des lieux historiques depuis le 23 avril 1990.